# تاريخ بنغازي

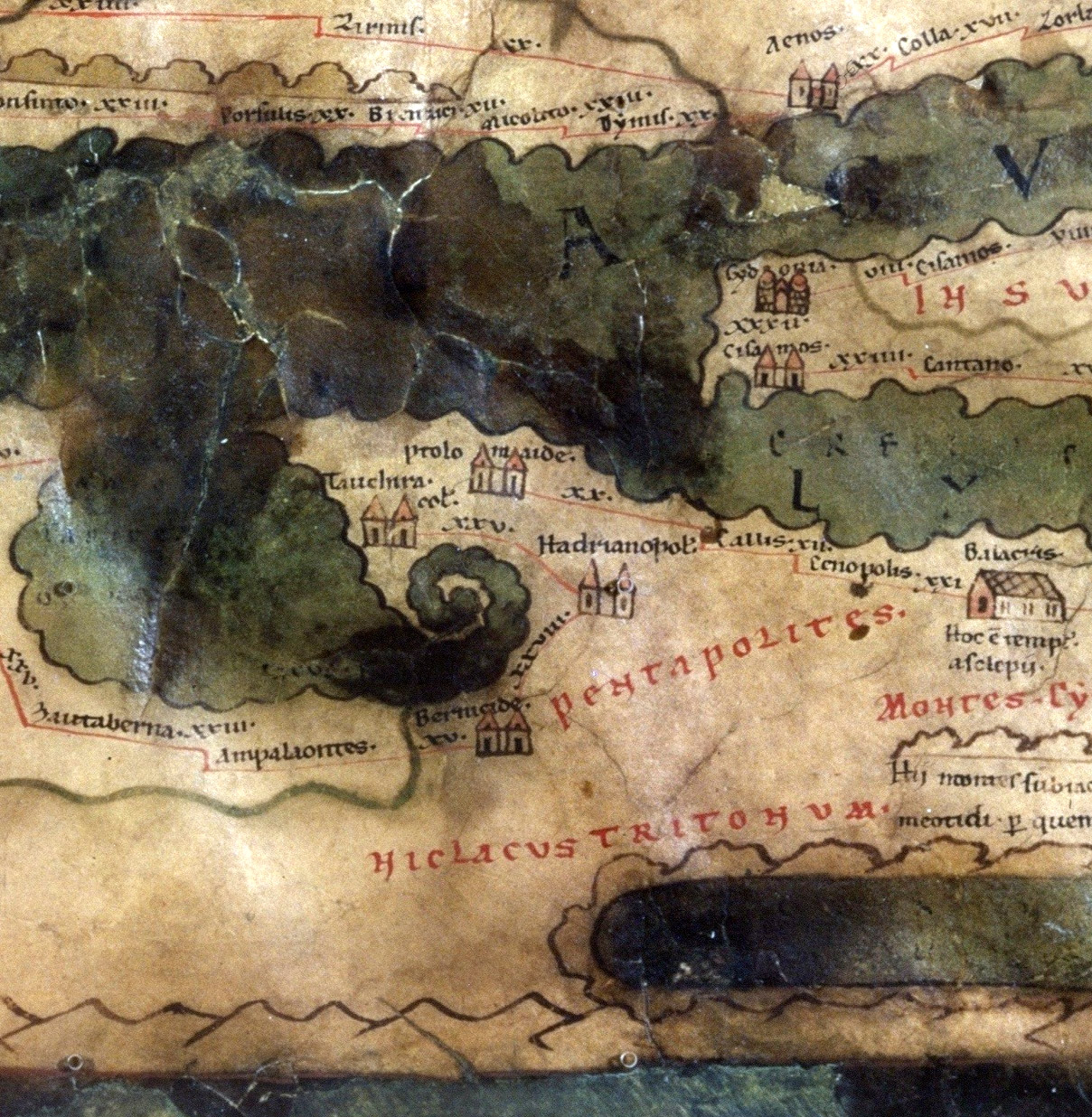
تم اعادة تأسيس يوسبيريديس لتكون بيرنيس أو برنيق لتصبح جزء من البنتابولس أو المدن الخمس الرومانية. ويظهر هذا الجزء من اللوحة البويتينغرية برنيق والمدن الخمس الأخرى.

قبيلة الجوازي قبيلة سكنت بنغازي وضواحيها من 1000 م إلى 1942 م وهي قبيلة عربية من السعادي وبني هلال وسليم وهم اخوة لقبائل العواقير والعريبيات والمجابرة والجلالات والمغاربة التي تسكن برقة الآن تعرضت القبيلة لمذبحة أثناء الحرب الاهلية الليبية سنة 1801 وتم طرد معظمهم إلى مصر علي يد يوسف باشا القرمانلي.

## يوسبيريديس المدينة القديمة
أنشئ مدينة هيسبيريدس جماعة أو مستوطنين من الإغريق ربما كانوا قادمين من قوريني أو برقة قامو بتأسيس المدينة وأطلقوا عليها اسم يوسبيريديس والتي تعني حدائق التفاح الذهبي  في الفترة من 525 ق.م إلي 515 ق.م ولهذا الاسم مدلولا عند الإغريق ربما يعنى أقصى الغرب وكما إن له ارتباطا بمعالم الأساطير اليونانية خصوصا أسطورة هيسبيريديس.
وحسب الأسطورة فقد أهدتها الأرض إلى الآلهة هيرا بمناسبة زواجها من كبير الآلهة زيوس،
أما اسم هيسبيريدس في الميثولوجيا اليونانية يخص الحوريات اللائي لجئن إلى حديقة غناء في العالم المحظوظ في ليبيا القديمة.
ومن المعروف إن هذه المدينة قد بنيت عند الطرف الشمالي لسبخة السلمانى فوق مرتفع من الأرض التي تعرف باسم (مقبرة سيدي عبيد) ومع مرور الزمن نمت وامتدت نحو الجنوب الشرقي بجوار سبخة السلمانى وهي المنطقة المقابلة لمقبرة سيدي أعبيد. وأقدم إشارة لمدينة يوسبيريديس هي في أثناء الحملة الفارسية التي بعث بها والي مصر الفارسي للانتقام من مدينة برقة بعد مقتل اركسيلاوس الثالث عام 515 ق.م حيث يذكر ان هذة الحملة الفارسية تقدمت حتى مدينة يوسبيريديس.
وأقدم قطعة للعملة أصدرتها هذة المدينة يرجع تاريخها إلى ما قبل عام 480 ق.م حيث يحمل أحد وجهيها نقشاً يمثل نبات السيلفيوم بينما تظهر على الوجه الأخر صورة دلفين.
وفى عام 414 ق.م تعرضت يوسبيريديس لحصار قوي من قبل قبائل لليبية، ولم ينقذها منها الا أسطول إغريقي قدم للمنطقة بطريق الصدفة حيث اضطرته الرياح إلى اللجوءالى ميناء يوسبيريديس. أما أخر الأحداث التي ظهرت فيها يوسبيريديس فقد كان عام 322 ق.م حيث شاركت مع بركا في تأييد مغامر إسبرطي يدعى ثيرون يطمع في اقتطاع جزء من الأرض يقيم فيه ملكاً لنفسه، ولكن قوريني وحلفائها من الليبيين تصدوا لذلك المغامر ومن يسانده، وانتصروا عليهم وكان نتيجة ذلك أن دفعت مدينة يوسبيريديس الثمن غالياً وأصابها الدمار. أما عن التنظيم السياسي للمدينة فكان مجلس أعلى للقضاء ومجلس للشيوخ.

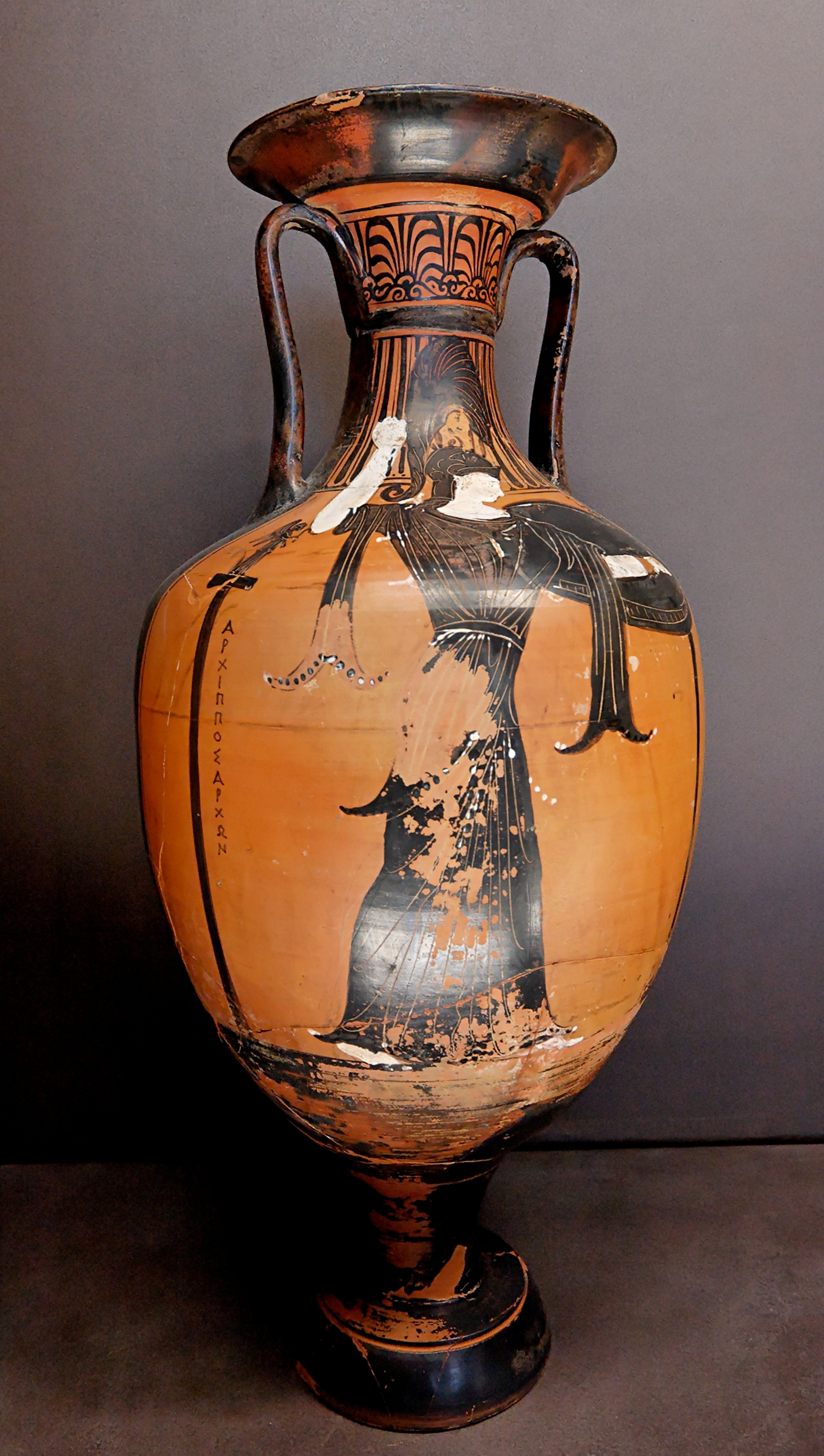
جرة قديمة مزينة تعود إلى فترة يوسبيريديس أو بنغازي الحالية.

### برنيق المدينة الثانية
بمرور الزمن أصبحت مياه سبخة السلماني تجف وتمتلئ بالطين والرمل للدرجة التي أصبحت معها غير صالحه للملاحة فتعذر بذلك اتصال يوسبيريديس بالبحر فما كان من السكان إلا أن انتقلوا إلى موقع آخر أكثر قربا للبحر. والموقع الجديد للمدينة كان يشغل المنطقة الوسطى من بنغازي الحديثة ابتداء من الميناء ناحية الشمال الشرقي حتى الفندق البلدي ومن مقبرة سيدي خريبيش ناحية الجنوب الشرقي حتى الملعب الرياضي القديم. وبعد وفاة الاسكندر الأكبر سنة 323 ق.م وقعت مصر تحت الحكم البلطمي وبالتالي دخلت جميع المدن القورنيائية بما فيها يوسبيريديس في تبعية مباشرة للحكم البلطمي طوال الفترة من 322 ق.م ألى 96 ق.م وأطلق عليها اسم برنيقي نسبة إلي الأميرة برنيكي زوجة بطليموس الثالث وارتقائها معه عرش مصر في عام 246 ق.م. واعتباراً من عام 96 ق.م أصبحت برنيق تابعة للحكم الروماني، وبنيت بالمدينة الكثير من المنشآت كما زينت أرضيات تلك المباني بفسيفساء رائعة أشهرها «فسيفساء الفصول الأربعة»، وقد تم الاهتمام بالمدينة في أوائل العصر البيزنطي (القرن الرابع الميلادي)، وأصبح سكان المدينة يدينون بالمسيحية وقد عثر على بقايا كنيسة بها ترجع إلى القرن السادس الميلادي كما أن أحد أبناء المدينة أصبح حاكماً.
وفي القرن الخامس قبل الميلاد عانت من الدمار بسبب اجتياح الوندال لها.

### بنغازي والفتح الإسلامي
كانت المنطقة الواقعة بين مدينة الإسكندرية في الشرق وطرابلس في الغرب تعرف قبل الفتح الإسلامي ببلاد إنطابلس وتتبع مصر إداريا وكان بطريق الإسكندرية يحمل لقب «بطريق مصر وإنطابلس». وفي سنة 22 هجرية اتجه القائد عمرو بن العاص بعد أن فتح الإسكندرية غرباً نحو بلاد إنطابلس، فلم يجد مقاومة تذكر من سكانها الذين صالحوه على دفع جزية قدرها ثلاثة عشر ألف دينار سنويا، وأصبحت بلاد إنطابلس (برقة) تنعم بالأمن والسلام وحرية ممارسة الطقوس الدينية أكثر من أي منطقة أخرى تحت السيادة الإسلامية ولذلك قال عنها عبد الله بن عمرو بن العاص: «لولا مالي بالحجاز لنزلت ببرقة فما أعلم منزلا أسلم ولاأعزل منها».عاودت المدينة الظهور من جديد في أواسط القرن الخامس عشر ميلادي، ومن بين من ساهموا في ذلك التجار القادمين إليها من إقليم طرابلس، وأطلق عليها في عام 1450 بنغازي وكان لديها مرسى اسمه مرسى بني غازي الذي ظهر إلى حيز الوجود لأول مره عام 1579 على خارطه قديمه رسمها جغرافي عربي اسمه علي بن أحمد بن محمد الشريف من صفاقس بتونس نسبه إلى ولي صالح يعرف باسم «سيدي غازي» كان ضريحه فوق ربوه داخل مقبره «سيدي خريبيش».

### المدينة العثمانية
غزا العثمانيون المدينة في القرن السادس عشر لتصبح جزءا من الإمبراطورية العثمانية.
انقسمت هذه الفترة إلى عهدين حسب تحديد المؤرخين:

#### العهد العثماني الأول1638–1711م
بداية هذا العهد 1638 م أو قبل ذلك بقليل، وفيها عادت الحياة لمدن شمال برقة بسبب جماعات المسلمين النازحة من الأندلس والتي في 1637 م أقاموا في بنغازي، وقاموا بتشييد قلعة يتحصنون بها تقع عند رأس شبه الجزيرة التي امتدت فيما بين البحر وسبخة السلماني في مواجهة رأس جليانة من الجهة المقابلة، ولكن الأندلسيين هجروا المدينة ما بين عامي 1638 – 1639 م وبالتالي قام العثمانيون بقيادة محمد باشا الساقزلي باحتلال المدينة، وأتم بناء القلعة بها، واستقر العثمانيين بالمدينة.
في تلك الفترة كانت المدينة مجرد مرفأ بحري، وفي سنة 1640 م انتقل المركز الإداري والسياسي إليها، ولكن في وقت لاحق حدثت ثورة بالمدينة وتخلصت من الأتراك وبهذا نجد أن أول المباني في هذا العهد كان ذو طابع عسكري وإداري ولكنه لم يدم طويلا وانتهى بثورة الأهالي ضد العثمانيين.
استعاد العثمانيون المدينة في 1656 م، واستمر الطابع الغالب للمدينة عربيا، فلا نجد في عهد الاحتلال العثماني أي عمل حضري أو معماري ذا شأن، رغم كونها عاصمة سياسية واقتصادية وثقافية للإقليم الواقعة به.
في عام 1711 م انتهى العهد العثماني الأول ولم تكن المدينة أكثر من مكان ذو وظيفة إدارية خاضعة للأتراك، لتصبح بعد ذلك تحت حكم أسرة القره مانللي التي كانت تحكم طرابلس.

#### مرحلة العهد القرمانلي1711–1835
كان قيام الدولة القرمنلية ثورة اجتماعية وسياسية على المفاهيم والأوضاع السائدة في ذلك الوقت، وأهم الأحداث التخطيطية المعمارية في تلك الفترة هو إنشاء جامع العقيب، كما أشير في تلك الفترة إلى المدينة بأنها عاصمة لإقليم برقة، وهي أول إشارة صريحة لتزعم بنغازي لمدن برقة.
رغم كون ميناء المدينة هو النقطة المؤسسة لها إلا أنه لم يكن يتسع إلا للمراكب الصغيرة ويقال أنه كان يرى الكثير من الآثار المبعثرة داخل المدينة التي يعمل السكان على تحطيمها وبناء منازلهم منها بعد خلطها بالطين، وكان منزل (البي) لا يختلف عن باقي المنازل من حيث الطراز المعماري غلا أن سطحه المقابل لجهة المدينة زود بتسع فتحات ركبت بها المدافع، وهذا التشابه في المنازل دليل على أن تخطيط المدينة قام به سكانها الأصليين، أما الإدارة الحاكمة فقد كانت عاجزة عن أي دور تخطيطي أو عمراني أو إنشائي ذو أهمية للمدينة.
حجم المدينة في تلك الفترة كان يسع 5000 نسمة، نصفهم على الأقل من اليهود، وكانت المدينة لا تزال تتأرجح بين كونها مدينة أو قرية كبيرة، ولكن أكثر ما ميز معالمها في ذلك الوقت الإكثار من استخدام المكان الديني، فأنشئ في 1820 م جامع الحدادة وألحقت به مدرسة قرآنية، وهذا الجامع لم يكن هو البداية، فتاريخ بناء الجوامع بالمدينة أقدم من ذلك بكثير، ففي 1770 م بني جامع شلوف الصغير، كما شيدت أول كنيسة للفرنشيسكان عام 1817، وكانت عبارة عن حجرة في القنصلية الفرنسية.
وشهد العام 1816 قيام مذبحة ارتكبها العثمانيون ضد قبيلة الجوازي في المدينة وهي مذبحة الجوازي، والتي قتل فيها أكثر من 10.000 شخص بينهم نساء وأطفال بسبب رفض السكان دفع الضرائب للعثمانيين.
كانت المساكن مبنية من أحجار خشنة غير متساوية ذات طابق واحد لم تتحمل مواسم الأمطار، ونتيجة لسقوطها وتحولها إلى خرائب بامتزاجها بمياه الأمطار كانت الشوارع المتراصة والمتداخلة تصبح أكوام من الطين ومجموعة من المستنقعات تمثل كم كبير من حجم المدينة، ولم تزداد عدد المنشآت في هذا العهد ولم تتسع الرقعة المبنية بشكل واضح، ولكن اتسمت المدينة بانقسامها إلى أحياء ذات انتماءات وطنية، ووجد حيين مهمين يشغلان مساحة كبيرة من المدينة وهما حي الكراغلة وحي الأهالي، وهذا يبين التفكك الاجتماعي الذي صاحب نمو المدينة.

#### العهد العثماني الثاني 1835 – 1911 م
أصبحت المدينة بلا حكومة بعد مغادرة القرمانليين حتى وصل الأتراك عام 1835 م، ويقال أن أكثر ما يميز المدينة ي تلك الفترة كان ضريحين لاثنين من المرابطين ذات معالم غير واضحة وطلاء مندثر تماما، والقلعة المقامة على الساحل وكانت عبارة عن شكل مربع تحيط به من كل جانب أبراج دائرية.
كما وصفت المدينة بالنظافة ووجود 1200 منزلا، وارتفعت المباني لأكثر من طابق واحد، وتراوح تعداد السكان ما بين 10 إلى 12 ألف نسمة.
أصبحت بنغازي ولاية قائمة بذاتها وسميت (ببنغازي متصرفليك) وكان أول حاكم عثماني أرسل لها هو خليل باشا الذي حكمها مدة خمس سنوات، ومن الأعمال المهمة التي نجدها ضمن فترة حكمه هو تقسيم بنغازي إلى اثنتي عشر محلة وكانت كل محلة ذات تعداد سكني منفصل.
كما نجد توزيع فريد لمدارس الحقت بمساجد تلك المحلات لكي تغطي الاحتياجات التعليمية بمستوى متساو لكل المحلات.
في عام 1889 بدء من وضع دراسات وتخطيطات لمشروع مهم على يد رشيد باشا وهو قصر البركة العسكري الذي يتسع لإيواء ما يزيد عن 5000 جندي، وهو قصر محاط ومسور ويحوي مسجد وسوق ومساحات خاصة بالتدريب العسكري.
وآخر عمل قام به رشيد باشا هو أول خط سكك حديدية يصل بين رصيف الميناء والبركة في 1894، واستعمل لنقل الملح من الملاحات القريبة والمحيطة بالمدينة إلى أماكن تجميعها، كما استعمل الخط في نقل مواد البناء المستوردة لبناء القص العسكري. وبعد ذلك نجد تطور في ارتفاعات المباني، وتم إنشاء مبنى البلدية المكون من 3 طوابق، واهتم بالميناء حيث أقيم أول رصيف صناعي. وتعداد المدينة في تلك الفترة كان 15 ألف نسمة 4/3 من الأهالي و 4/1 من الزنوج الذين سكنوا أكواخ بمنطقة الصابري، كما يذكر أن أهالي المدينة امتلكوا بساتين واقعة خارج حدود المدينة بمنطقة ظهير بنغازي. في منتصف عام 1895 وحتى بداية 1896 استمر العمل في بناء معسكر البركة والمسجد العتيق كما بنى الطاهر باشا مسكن خاص له يقع بين منطقتي البركة والفويهات.
في عام 1906 شب حريق كبير في سوق الظلام تسبب في كارثة اقتصادية، وفي عام 1908 أنشأ بنك روما فرع له بالمدينة وكان بداية توافد الإيطاليين إلى المدينة، واستمر حكم الأتراك للمدينة حنى تم الغزو الإيطالي للبلاد في 1911 م وتنازل الأتراك العثمانيين عن ليبيا لإيطاليا من خلال معاهدة أوشي.

## العهد الإيطالي

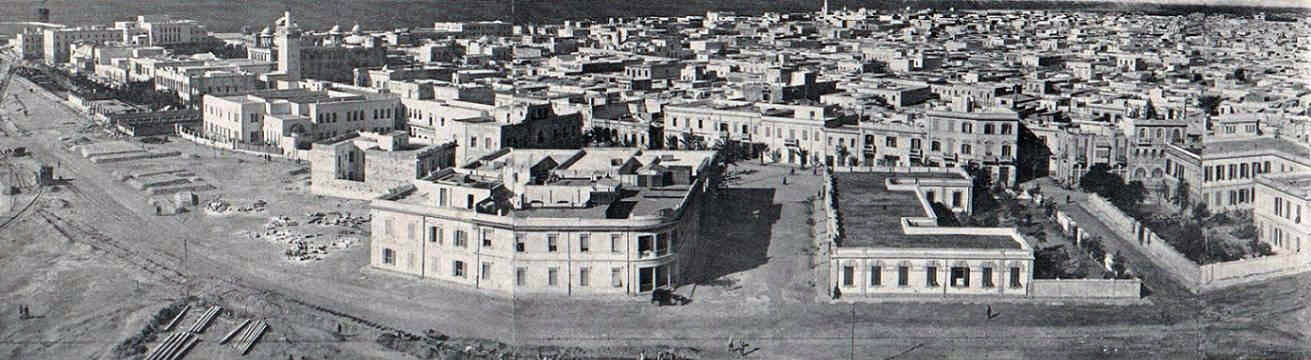
بانوراما لمدينة بنغازي العام 1935.

في العام 1911 تم غزو بنغازي من قبل الإيطاليين، وبحلول العام 1912 أنشأ الإيطاليون مستعمرة «سيرينايكا» أو «برقة»، وقاوم سكان برقة المحليون بقيادة عمر المختار الاحتلال الإيطالي، وقد عانت برقة من أوضاع صعبة خصوصا في فترة صعود الفاشية في إيطاليا وحكم بنيتو موسيليني. نحو 125.000 ليبي تم اجبارهم على العيش في معسكرات الاعتقال، قضى منهم نحو الثلثين نحبهم.
قام الإيطاليون بتحديث وتوسعة ميناء بنغازي وتطوير المدينة، فبنيت الفيلات البيضاء على الطراز الروماني، وبنيت المباني قبالة شاطئ المدينة. ونمت المدينة لتصبح مركزا إداريا واقتصاديا.
ومع بداية الحرب العالمية الثانية كانت يقطن في المدينة قرابة 22.000 إيطالي.

## بنغازي الحديثة

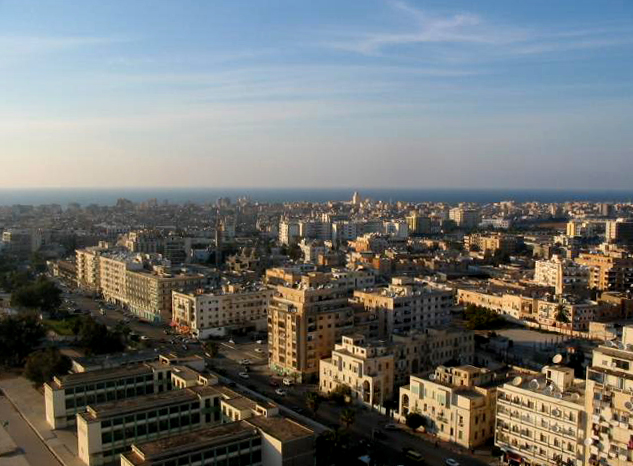
وسط مدينة بنغازي «القديم».

تعرضت المدينة أثناء الحرب العالمية الثانية لدمار وقصف شديدين، حيث تم قصفها بالقنابل لأكثر من 1000 مرة.
كما تم تبادل السيطرة عليها بالقتال بين قوات الحلفاء وقوات المحور خلال الحرب 4 مرات لتسقط في المرة الخامسة تحت حكم البريطانيين الذين سيطروا عليها حتى بعد الحرب وصولا إلى استقلال ليبيا في 1951.
لكن أعيد بناء المدينة في الفترة التي تلت ظهور النفط في البلاد لتشكل جزءا من ليبيا الحديثة.
في 15 أبريل 1986 قامت الطائرات الحربية الأمريكية في عهد رونالد ريغان بقصف لمدينتي بنغازي وطرابلس، وأسفر القصف عن مقتل نحو 40 ليبيا، والحاق أضرار مادية.